# Paulo Villar
Pour les articles homonymes, voir Villar (nom de famille).
Paulo César Villar Nieto, né le 28 juillet 1978 à Santa Marta, est un athlète colombien, spécialiste du 110 mètres haies. Entre 1999 et 2013 il remporte de nombreux titres et podiums dans les diverses compétitions continentales. Il devient codétenteur du record d'Amérique du Sud du 110 m haies à partir de 2006, puis l'améliore en 2009.

## Biographie
En 2001 il est vainqueur du 110 m haies des Jeux bolivariens d'Ambato en 13 s 58 et participe à ses premiers championnats du monde.
En 2002 il remporte les championnats ibéro-américains en 13 s 57, un record de Colombie.
Aux Jeux olympiques de 2004 il remporte de façon inattendue sa série en battant d'un centième l'Américain Allen Johnson (13 s 44), mais en quart de finale il trébuche sur une haie et finit 8e. Il égale son meilleur temps en 2005 à l'occasion des Jeux bolivariens.
Le 26 juillet 2006 le Samario pulvérise son record de quinze centièmes en 13 s 29 en terminant deuxième des Jeux d'Amérique centrale et des Caraïbes à Carthagène des Indes, derrière le Cubain Dayron Robles qui établit un nouveau record des Jeux. Il rejoint ainsi le Brésilien Redelén dos Santos sur les tablettes des records d'Amérique du Sud.
À Tunja il remporte le titre des championnats d’Amérique du Sud en dominant les Brésiliens Anselmo Gomes Da Silva et Mateus Facho Inocêncio.
Aux Jeux olympiques de 2008 il remporte sa série en 13 s 37 puis se qualifie pour les demi-finales, mais une contracture à l'échauffement l'empêche de bien figurer.
Le 28 octobre 2011 Paulo Villar est médaillé d'argent lors des Jeux panaméricains à Guadalajara, dans une course remportée en 13 s 10 par Robles. Ses 13 s 27 constituent le nouveau record sud-américain.
Pour ses troisièmes Jeux en 2012, il est à nouveau demi-finaliste, ce qui constitue aussi son meilleur résultat en championnat du monde. En salle, il obtient une septième place en 2006, à l'occasion des Championnats du monde de Moscou, en 7 s 61, record de Colombie.
Début 2015, Paulo Villar devient représentant des athlètes colombiens au comité olympique colombien.

### Palmarès
| Année | Compétition                                      | Lieu                 | Résultat | Performance |
| ----- | ------------------------------------------------ | -------------------- | -------- | ----------- |
| 1999  | Championnats d’Amérique du Sud                   | Quito                | 2e       | 14 s 31 A   |
| 2001  | Championnats d’Amérique du Sud                   | Manaus               | 3e       | 13 s 88     |
| 2001  | Jeux bolivariens                                 | Ambato               | 1er      | 13 s 58 A   |
| 2002  | Championnats ibéro-américains                    | Guatemala            | 1er      | 13 s 57     |
| 2002  | Jeux d'Amérique centrale et des Caraïbes         | San Salvador         | 2e       | 13 s 94 w   |
| 2005  | Championnats d’Amérique du Sud                   | Cali                 | 2e       | 13 s 49 w   |
| 2005  | Jeux bolivariens                                 | Armenia              | 1er      | 13 s 44 A   |
| 2006  | Jeux d'Amérique centrale et des Caraïbes         | Carthagène des Indes | 2e       | 13 s 29     |
| 2006  | Championnats d’Amérique du Sud                   | Tunja                | 1er      | 13 s 62     |
| 2008  | Championnats ibéro-américains                    | Iquique              | 1er      | 13 s 74     |
| 2008  | Championnats d’Amérique centrale et des Caraïbes | Cali                 | 2e       | 13 s 45     |
| 2009  | Championnats d’Amérique du Sud                   | Lima                 | 1er      | 13 s 89     |
| 2009  | Jeux bolivariens                                 | Sucre                | 1er      | 13 s 64 A   |
| 2011  | Championnats d’Amérique du Sud                   | Buenos Aires         | 3e       | 13 s 85     |
| 2011  | Championnats d’Amérique centrale et des Caraïbes | Mayagüez             | 3e       | 13 s 60     |
| 2011  | Jeux panaméricains                               | Guadalajara          | 2e       | 13 s 27 A   |
| 2013  | Jeux bolivariens                                 | Trujillo             | 2e       | 13 s 80     |

#### National
8 fois champion de Colombie du 110 m haies : 1999-2001, 2003-2006, 2013

### Records
| Épreuve            | Performance        | Lieu        | Date            |
| ------------------ | ------------------ | ----------- | --------------- |
| 110 m haies        | 13 s 27 (+1,6 m/s) | Guadalajara | 28 octobre 2011 |
| 60 m haies (salle) | 7 s 61             | Moscou      | 11 mars 2006    |